# Masters de Indian Wells 2017
El BNP Paribas Open 2017 fue un torneo de tenis ATP World Tour Masters 1000 en su rama masculina y WTA Premier Mandatory en la femenina. Se disputó en las canchas duras del complejo Indian Wells Tennis Garden, Indian Wells (Estados Unidos), entre el 8 y el 19 de marzo.

## Puntos y premios en efectivo

### Distribución de puntos
| Evento                  | G    | F   | SF  | CF  | Ronda de 16 | Ronda de 32 | Ronda de 64 | Ronda de 128 | Q  | Q2 | Q1 |
| Individuales masculinos | 1000 | 600 | 360 | 180 | 90          | 45          | 25          | 10           | 16 | 8  | 0  |
| Dobles masculinos       | 1000 | 600 | 360 | 180 | 90          | 0           | 0           | —            | —  | —  | —  |
| Individuales femeninos  | 1000 | 650 | 390 | 215 | 120         | 65          | 35          | 10           | 30 | 20 | 2  |
| Dobles femeninos        | 1000 | 650 | 390 | 215 | 120         | 10          | 5           | —            | —  | —  | —  |

### Premios en efectivo
| Evento                  | G          | F        | SF       | CF       | Ronda de 16 | Ronda de 32 | Ronda de 64 | Ronda de 128 | Q2     | Q1     |
| Individuales masculinos | $1 175 505 | $573 680 | $287 515 | $146 575 | $77 265     | $41 350     | $22 325     | $13 690      | $4 075 | $2 085 |
| Individuales femeninos  | $1 175 505 | $573 680 | $287 515 | $146 575 | $77 265     | $41 350     | $22 325     | $13 690      | $4 075 | $2 085 |
| Dobles masculinos       | $385 170   | $187 970 | $94 220  | $48 010  | $25 320     | $13 550     | —           | —            | —      | —      |
| Dobles femeninos        | $385 170   | $187 970 | $94 220  | $48 010  | $25 320     | $13 550     | —           | —            | —      | —      |

## Cabezas de serie

### Individuales masculinos
| N.º | Ranking | Tenista               | Puntos | Puntos por defender | Puntos ganados | Nuevos puntos | Ronda hasta la que avanzó en el torneo             |
| 1   | 1       | Andy Murray           | 12040  | 45                  | 10             | 12005         | Segunda ronda, perdió ante Vasek Pospisil [Q]      |
| 2   | 2       | Novak Djokovic        | 9825   | 1000                | 90             | 8915          | Cuarta ronda, perdió ante Nick Kyrgios [15]        |
| 3   | 3       | Stan Wawrinka         | 5195   | 90                  | 600            | 5705          | Final, perdió ante Roger Federer [9]               |
| 4   | 5       | Kei Nishikori         | 4730   | 180                 | 180            | 4730          | Cuartos de final, perdió ante Jack Sock [17]       |
| 5   | 6       | Rafael Nadal          | 4415   | 360                 | 90             | 4145          | Cuarta ronda, perdió ante Roger Federer [9]        |
| 6   | 7       | Marin Čilić           | 3590   | 180                 | 10             | 3420          | Segunda ronda, perdió ante Taylor Fritz [WC]       |
| 7   | 8       | Jo-Wilfried Tsonga    | 3480   | 180                 | 10             | 3310          | Segunda ronda, perdió ante Fabio Fognini           |
| 8   | 9       | Dominic Thiem         | 3375   | 90                  | 180            | 3465          | Cuartos de final, perdió ante Stan Wawrinka [3]    |
| 9   | 10      | Roger Federer         | 3305   | 0                   | 1000           | 4305          | Final, derrotó a Stan Wawrinka [3]                 |
| 10  | 11      | Gaël Monfils          | 3280   | 180                 | 90             | 3190          | Cuarta ronda, perdió ante Dominic Thiem [8]        |
| 11  | 12      | David Goffin          | 3245   | 360                 | 90             | 2975          | Cuarta ronda, perdió ante Pablo Cuevas [27]        |
| 12  | 13      | Grigor Dimitrov       | 2925   | 10                  | 45             | 2960          | Tercera ronda, perdió ante Jack Sock [17]          |
| 13  | 14      | Tomáš Berdych         | 2835   | 90                  | 45             | 2790          | Tercera ronda, perdió ante Yoshihito Nishioka [LL] |
| 14  | 15      | Lucas Pouille         | 2421   | 10                  | 45             | 2456          | Tercera ronda, perdió ante Donald Young            |
| 15  | 16      | Nick Kyrgios          | 2255   | 10                  | 180            | 2425          | Cuartos de final, se retiró ante Roger Federer [9] |
| 16  | 17      | Roberto Bautista      | 2190   | 45                  | 45             | 2190          | Tercera ronda, se retiró ante Pablo Carreño [21]   |
| 17  | 18      | Jack Sock             | 2060   | 45                  | 360            | 2375          | Semifinal, perdió ante Roger Federer [9]           |
| 18  | 20      | Alexander Zverev      | 1895   | 90                  | 45             | 1850          | Tercera ronda, perdió ante Nick Kyrgios [15]       |
| 19  | 21      | Ivo Karlović          | 1875   | 25                  | 10             | 1820          | Segunda ronda, perdió ante Yoshihito Nishioka [LL] |
| 20  | 22      | John Isner            | 1760   | 90                  | 45             | 1715          | Tercera ronda, perdió ante Gaël Monfils [10]       |
| 21  | 23      | Pablo Carreño         | 1690   | 25                  | 360            | 2025          | Semifinal, perdió ante Stan Wawrinka [3]           |
| 22  | 24      | Albert Ramos          | 1640   | 45                  | 45             | 1640          | Tercera ronda, perdió ante David Goffin [11]       |
| 23  | 26      | Sam Querrey           | 1480   | 45                  | 10             | 1445          | Segunda ronda, perdió ante Donald Young            |
| 24  | 27      | Steve Johnson         | 1415   | 45                  | 45             | 1415          | Tercera ronda, perdió ante Roger Federer [9]       |
| 25  | 28      | Gilles Müller         | 1370   | 25                  | 45             | 1390          | Tercera ronda, perdió ante Kei Nishikori [4]       |
| 26  | 29      | Fernando Verdasco     | 1325   | 45                  | 45             | 1325          | Tercera ronda, perdió ante Rafael Nadal [5]        |
| 27  | 30      | Pablo Cuevas          | 1290   | 10                  | 180            | 1460          | Cuartos de final, perdió ante Pablo Carreño [21]   |
| 28  | 31      | Philipp Kohlschreiber | 1270   | 45                  | 45             | 1270          | Tercera ronda, perdió ante Stan Wawrinka [3]       |
| 29  | 33      | Mischa Zverev         | 1216   | 10                  | 45             | 1251          | Tercera ronda, perdió ante Dominic Thiem [8]       |
| 30  | 34      | Feliciano López       | 1170   | 90                  | 10             | 1090          | Segunda ronda, perdió ante Dušan Lajović [Q]       |
| 31  | 35      | Juan Martín del Potro | 1155   | 25                  | 45             | 1175          | Tercera ronda, perdió ante Novak Djokovic [2]      |
| 32  | 36      | Marcel Granollers     | 1113   | 25+125              | 10+0           | 973           | Segunda ronda, perdió ante Malek Jaziri            |

### Dobles masculinos
| Tenistas                            | Ranking | Preclasificado |
| Pierre-Hugues Herbert Nicolas Mahut | 3       | 1              |
| Bob Bryan Mike Bryan                | 6       | 2              |
| Henri Kontinen John Peers           | 11      | 3              |
| Jamie Murray Bruno Soares           | 15      | 4              |
| Feliciano López Marc López          | 25      | 5              |
| Raven Klaasen Rajeev Ram            | 26      | 6              |
| Ivan Dodig Marcel Granollers        | 27      | 7              |
| Łukasz Kubot Marcelo Melo           | 29      | 8              |

- Ranking del 6 de marzo de 2017

### Individuales femeninos
| N.º | Ranking | Tenista                   | Puntos | Puntos por defender | Puntos ganados | Nuevos puntos | Ronda hasta la que avanzó en el torneo              |
| 1   | 1       | Serena Williams           | 7780   | 650                 | 0              | 7130          | Lesión en la rodilla izquierda                      |
| 2   | 2       | Angelique Kerber          | 7405   | 10                  | 120            | 7515          | Cuarta ronda, perdió ante Yelena Vesniná [14]       |
| 3   | 3       | Karolína Plíšková         | 5640   | 390                 | 390            | 5640          | Semifinales, perdió ante Svetlana Kuznetsova [8]    |
| 4   | 4       | Simona Halep              | 5172   | 215                 | 65             | 5022          | Tercera ronda, perdió ante Kristina Mladenovic [28] |
| 5   | 5       | Dominika Cibulková        | 5075   | 35                  | 120            | 5160          | Cuarta ronda, perdió ante A. Pavlyuchenkova [19]    |
| 6   | 6       | Agnieszka Radwańska       | 4670   | 390                 | 65             | 4345          | Tercera ronda, perdió ante Shuai Peng [Q]           |
| 7   | 7       | Garbiñe Muguruza          | 4585   | 10                  | 215            | 4790          | Cuartos de final, perdió ante Karolína Plíšková [3] |
| 8   | 8       | Svetlana Kuznetsova       | 3915   | 10                  | 650            | 4555          | Final, perdió ante Yelena Vesniná [14]              |
| 9   | 9       | Madison Keys              | 3897   | 10                  | 120            | 4007          | Cuarta ronda, perdió ante Caroline Wozniacki [13]   |
| 10  | 10      | Elina Svitolina           | 3795   | 65                  | 120            | 3850          | Cuarta ronda, perdió ante Garbiñe Muguruza [7]      |
| 11  | 11      | Johanna Konta             | 3600   | 120                 | 65             | 3545          | Tercera ronda, perdió ante Caroline Garcia [21]     |
| 12  | 13      | Venus Williams            | 3280   | 10                  | 215            | 3485          | Cuartos de final, perdió ante Yelena Vesniná [14]   |
| 13  | 14      | Caroline Wozniacki        | 3020   | 10                  | 215            | 3225          | Cuartos de final, perdió ante K. Mladenovic [28]    |
| 14  | 15      | Yelena Vesniná            | 2340   | 20                  | 1000           | 3320          | Final, derrotó a Svetlana Kuznetsova [8]            |
| 15  | 16      | Timea Bacsinszky          | 2303   | 120                 | 120            | 2303          | Cuarta ronda, retiró ante Karolína Plíšková [3]     |
| 16  | 18      | Samantha Stosur           | 2120   | 120                 | 10             | 2010          | Segunda ronda, perdió ante Julia Görges             |
| 17  | 19      | Barbora Strýcová          | 2050   | 120                 | 65             | 1995          | Tercera ronda, perdió ante A. Pavliuchenkova [19]   |
| 18  | 20      | Kiki Bertens              | 1939   | 30+15               | 65+1           | 1960          | Tercera ronda, perdió ante Timea Bacsinszky [15]    |
| 19  | 21      | Anastasiya Pavliuchenkova | 1936   | 10                  | 215            | 2141          | Cuartos de final, perdió ante S. Kuznetsova [8]     |
| 20  | 22      | Coco Vandeweghe           | 1933   | 120                 | 10             | 1823          | Segunda ronda, perdió ante Lucie Šafářová           |
| 21  | 23      | Caroline Garcia           | 1705   | 10                  | 120            | 1815          | Cuarta ronda, perdió ante Svetlana Kuznetsova [8]   |
| 22  | 24      | Anastasija Sevastova      | 1735   | 20                  | 10             | 1725          | Segunda ronda, perdió ante Lauren Davis             |
| 23  | 25      | Carla Suárez              | 1726   | 0                   | 10             | 1736          | Segunda ronda, perdió ante Kateřina Siniaková       |
| 24  | 26      | Daria Gavrilova           | 1660   | 10                  | 65             | 1715          | Tercera ronda, perdió ante Elina Svitolina [10]     |
| 25  | 27      | Tímea Babos               | 1620   | 10                  | 65             | 1675          | Tercera ronda, perdió ante Yelena Vesniná [14]      |
| 26  | 28      | Roberta Vinci             | 1590   | 120                 | 65             | 1535          | Tercera ronda, perdió ante Svetlana Kuznetsova [8]  |
| 27  | 29      | Yulia Putintseva          | 1580   | 120                 | 10             | 1470          | Segunda ronda, perdió ante Pauline Parmentier       |
| 28  | 30      | Kristina Mladenovic       | 1700   | 10                  | 390            | 2080          | Semifinales, perdió ante Yelena Vesniná [14]        |
| 29  | 31      | Irina-Camelia Begu        | 1562   | 10                  | 65             | 1617          | Tercera ronda, perdió ante Karolína Plíšková [3]    |
| 30  | 32      | Zhang Shuai               | 1535   | 120                 | 10             | 1425          | Segunda ronda, perdió ante Naomi Osaka              |
| 31  | 33      | Ana Konjuh                | 1546   | 29                  | 10             | 1527          | Segunda ronda, perdió ante Shuai Peng [Q]           |
| 32  | 34      | Mirjana Lučić-Baroni      | 1589   | 10                  | 10             | 1589          | Segunda ronda, perdió ante Kayla Day [WC]           |
| 33  | 35      | Daria Kasátkina           | 1490   | 215                 | 10             | 1285          | Segunda ronda, perdió ante Kristýna Plíšková        |

### Dobles femeninos
| Tenista                              | Ranking | Preclasificada |
| Bethanie Mattek-Sands Lucie Šafářová | 3       | 1              |
| Yekaterina Makárova Yelena Vesniná   | 11      | 2              |
| Caroline Garcia Karolína Plíšková    | 17      | 3              |
| Sania Mirza Barbora Strýcová         | 19      | 4              |
| Andrea Hlaváčková Peng Shuai         | 22      | 5              |
| Chan Yung-jan Martina Hingis         | 24      | 6              |
| Vania King Yaroslava Shvédova        | 35      | 7              |
| Abigail Spears Katarina Srebotnik    | 40      | 8              |

- Ranking del 6 de marzo de 2017

## Campeones

### Individuales masculinos
Roger Federer venció a  Stan Wawrinka por 6-4, 7-5

### Individuales femeninos
Yelena Vesniná venció a  Svetlana Kuznetsova por 6-7(6), 7-5, 6-4 

### Dobles masculinos
Raven Klaasen /  Rajeev Ram vencieron a  Łukasz Kubot /  Marcelo Melo por 6-7(1), 6-4, [10-8]

### Dobles femenino
Yung-Jan Chan /  Martina Hingis vencieron a  Lucie Hradecká /  Kateřina Siniaková por 7-6(4), 6-2